# Петар Цветковић (генерал)
Петар Цветковић (Земун, 3. децембар 1967) је пензионисани генерал-потпуковник и бивши заменик начелника Генералштаба Војске Србије.

## Образовање
- Високе студије безбедности и одбране, 2015.
- Генералштабно усавршавање, 2009.
- Командно-штабно усавршавање, 2005.
- Војна академија копнене војске, смер пешадије, 1990.
- Општа средња војна школа, 1986.

## Досадашње дужности
- Заменик начелника Генералштаба Војске Србије
- Директор Војнобезбедносне агенције, Министарство одбране
- Заменик директора Војнобезбедносне агенције
- Начелник Одељења за сузбијање криминалитета и аналитику, Управа војне полиције, Генералштаб Војске Србије
- Начелник Одељења за анализе и евиденције, Управа војне полиције, Генералштаб Војске Србије
- Начелник Реферата за сузбијање криминала, Одељење за војнополицијске послове, Генералштаб ВСЦГ
- Референт за аналитичко-информативне послове, Одељење за војнополицијске послове, Генералштаб ВСЦГ
- Наставник у Центру за усавршавање кадрова службе безбедности, Управа безбедности, Генералштаб ВЈ
- Наставник у групи наставника за војнополицијску наставу, Безбедносно-обавештајни школски центар, Управа безбедности, Генералштаб ВЈ
- Командир чете војне полиције
- Командир вода војне полиције

## Унапређења у чинове
| Година |  | Чин                 |
| ------ |  | ------------------- |
| 1990   |  | потпоручник         |
| 1991   |  | поручник            |
| 1994   |  | капетан             |
| 1997   |  | капетан I класе     |
| 2001   |  | мајор               |
| 2005   |  | потпуковник         |
| 2009   |  | пуковник            |
| 2014   |  | бригадни генерал    |
| 2018   |  | генерал-мајор       |
| 2021   |  | генерал-потпуковник |